# 浅田雅子
浅田 雅子（あさだ まさこ、1971年1月8日 - ）は、日本の飛込競技選手。ソウルオリンピック日本代表。
石川県能美郡寺井町（現・石川県能美市寺井町）出身。寺井町立寺井中学校（現・能美市立寺井中学校）、小松市立女子高等学校（現・小松市立高等学校）、日本体育大学、日体大大学院（スポーツ運動学コース)卒業。元祖飛込み界のマドンナ。

## 略歴
- 1984年、全国中学生大会の高飛び込み・飛板飛び込みで優勝。同年の日本選手権大会の飛板飛び込みで8位入賞。当時、中学生での入賞は史上2人目であった。
- 1985年、世界ジュニア選手権大会（アメリカ合衆国テキサス）の飛板飛び込みで銀メダル。
- 1988年、ソウルオリンピック代表となる（高飛び込み17位）。
- 1990年、北京アジア大会団体銅メダル。
- 1991年、日本選手権、インカレ、石川国体の3大会の高飛込・飛板飛び込みを制す。
- 1993年、大学卒業後、大学院進学の傍ら、福島県立須賀川高等学校に勤務及び福島県チームの指導を始める。
- 1994年、広島アジア大会飛板飛び込み5位入賞。
- 1995年、福島国体での高飛込・飛板飛び込み優勝を最後に引退。
- 2007年4月、母親が運営していた『スポーツクラブ浅田』を継ぐために帰郷[1]。